# Hồ Tolbo
Hồ Tolbo (tiếng Mông Cổ: Толбо нуур) là một hồ nước ngọt ở Mông Cổ. Hồ nằm cách Ölgii 50 km về phía nam, trên con đường chính giữa Ölgii và Khovd.

## Lịch sử
Hồ Tolbo là nơi diễn ra trận đánh hồ Tolbo năm 1921 trong Nội chiến Nga, nơi liên quân Bolshevik - Mông Cổ đánh bại quân Bạch vệ.

## Địa lý
Hồ nằm ở tọa độ 48°34′B 90°03′Đ / 48,56°B 90,05°Đ, trên độ cao 2.080 m so với mực nước biển. Đường bờ hồ không có cây mọc. Vào giữa tháng 7, nước hồ sẽ ở giai đoạn ấm nhất trong năm nên hầu hết du khách đến cắm trại hoặc bơi trên hồ trong khoảng thời gian này. Hồ có diện tích 185 km2.

## Hình ảnh

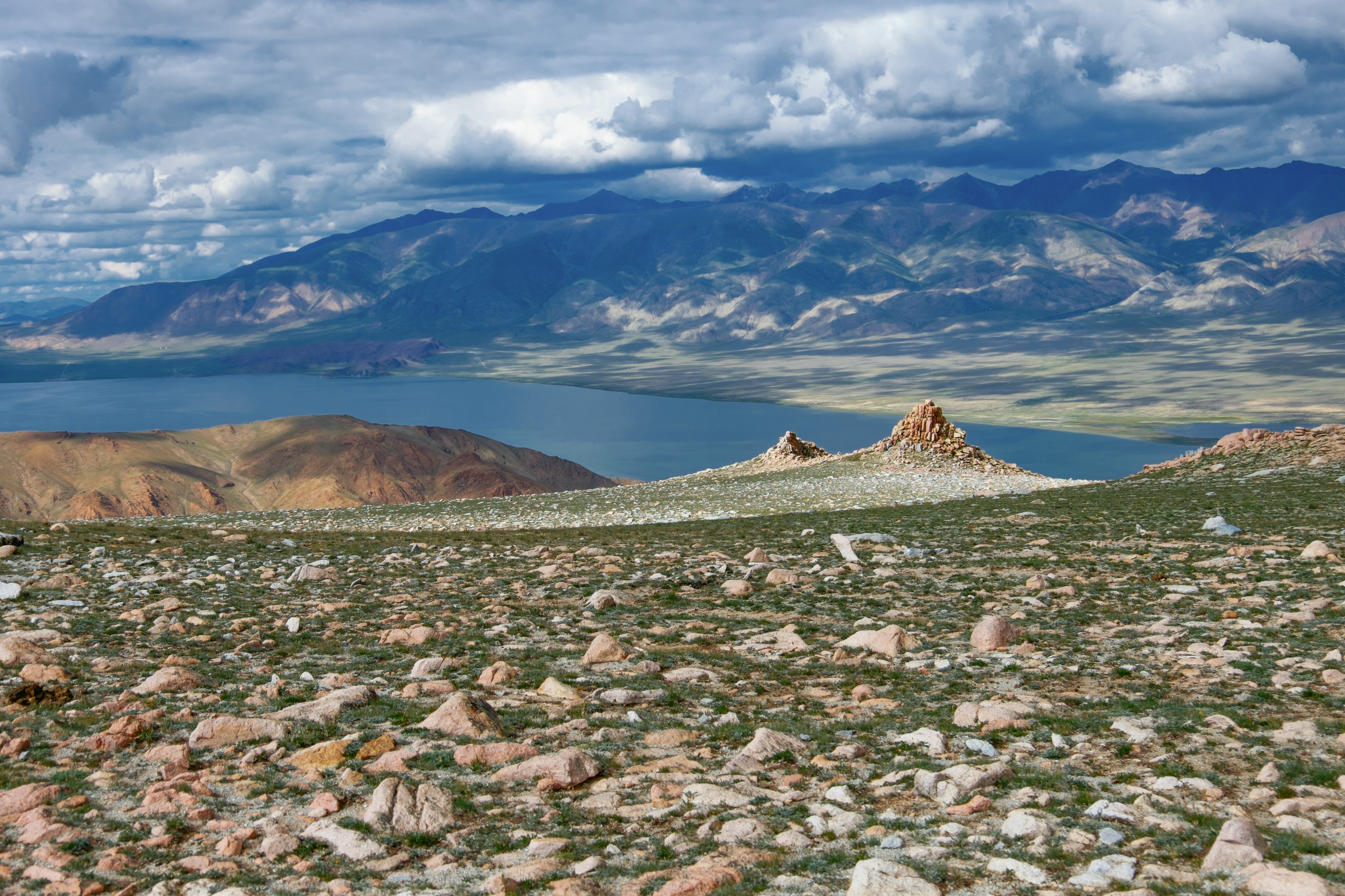
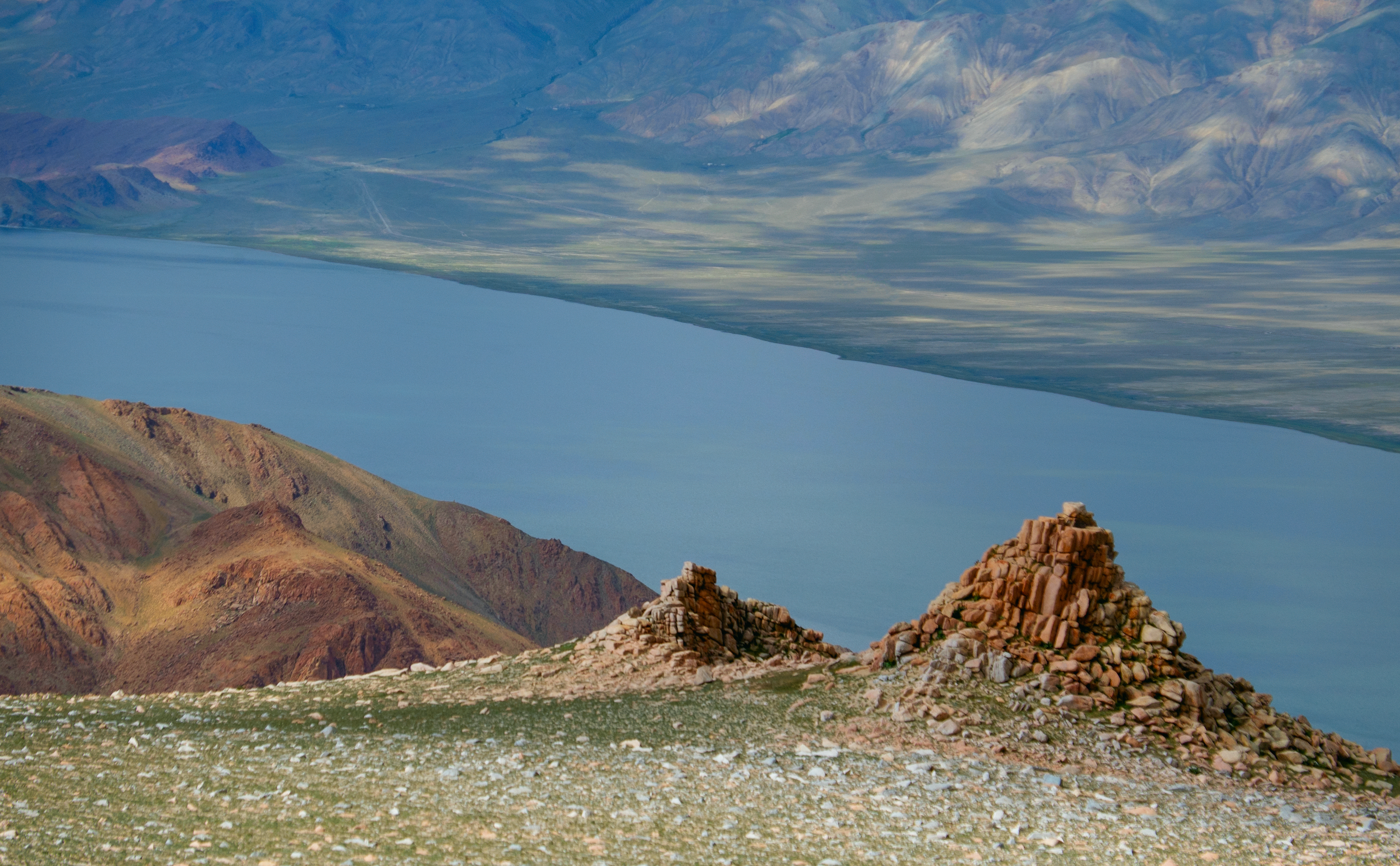
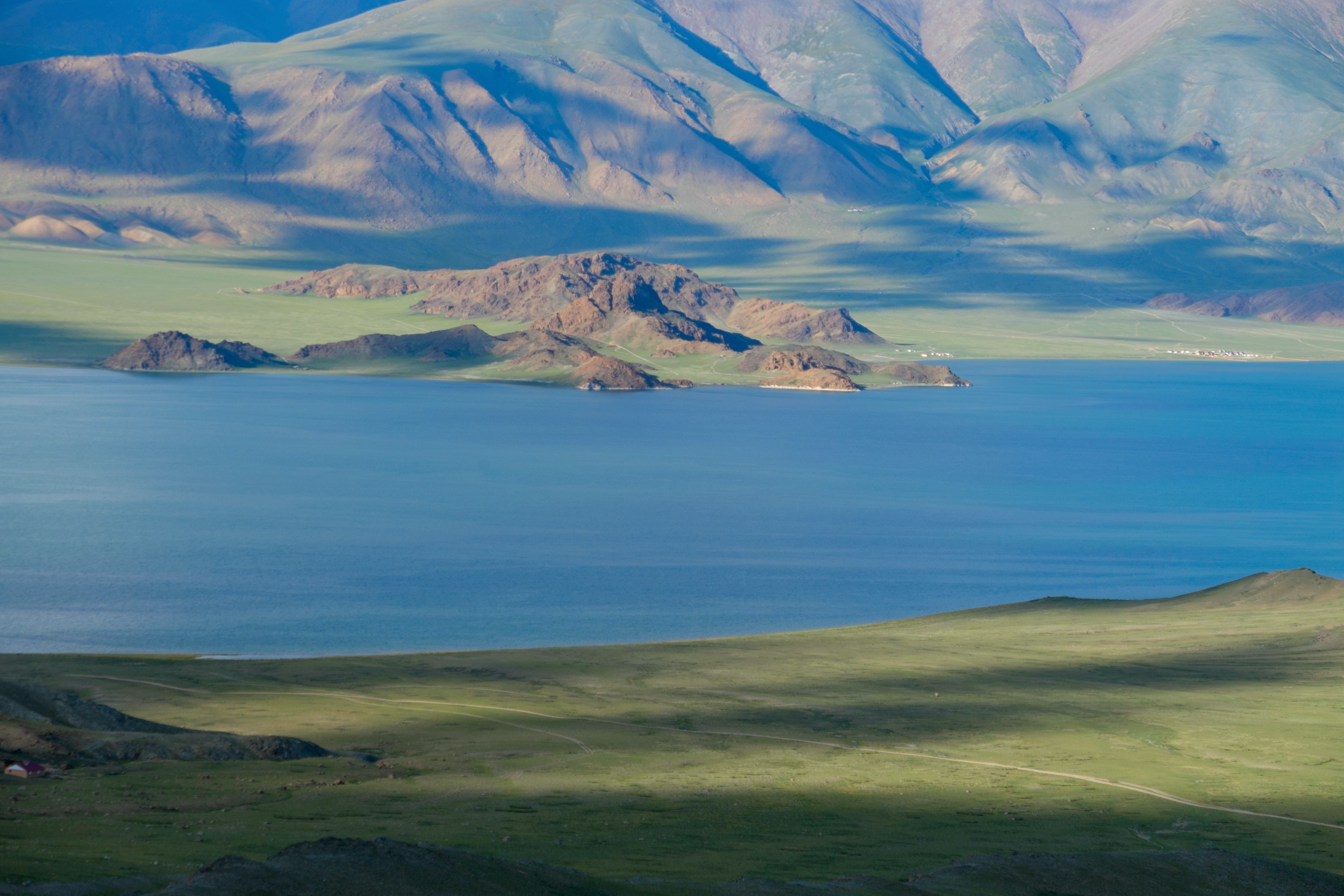
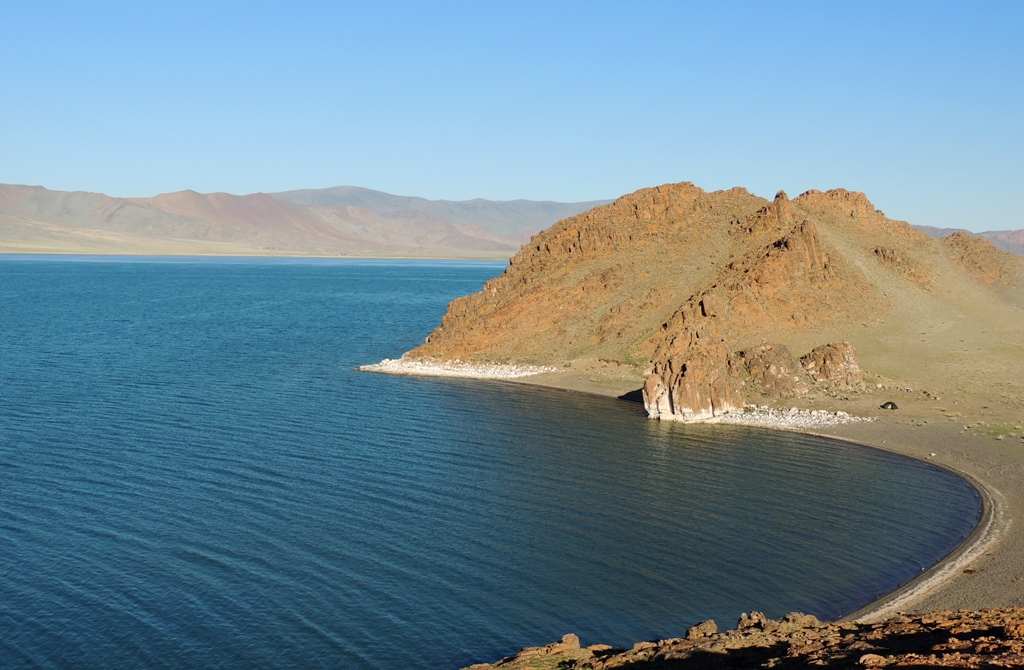
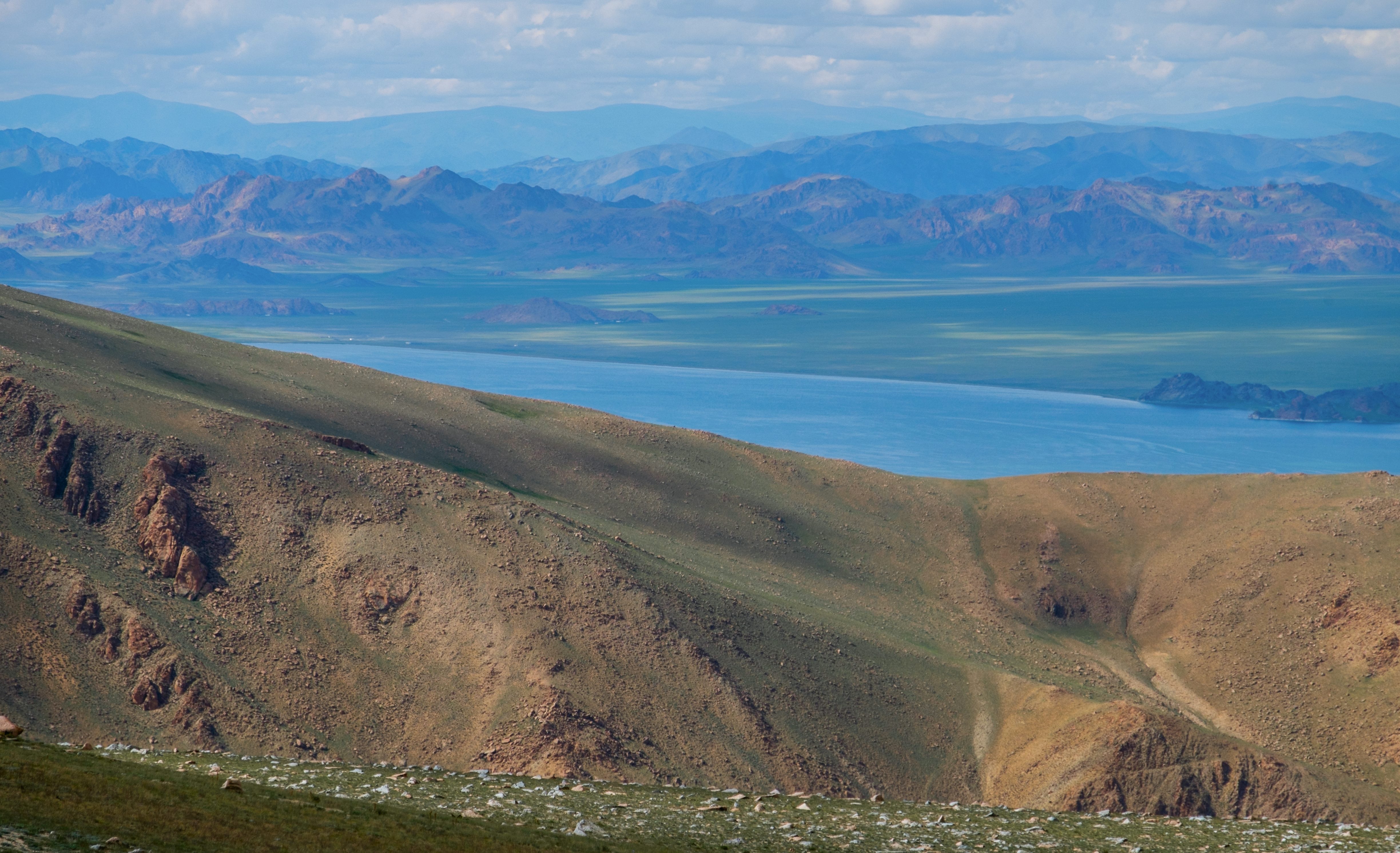